# Xin Fengxia
Xin Fengxia (em chinês: 新凤霞; Wade-Giles: Hsin Feng-hsia; Sucheu, 1927 — Changzhou, 12 de abril de 1998) foi uma artista chinesa de ópera pingju, conhecida como a "Rainha do Pingju". Ela também foi atriz de cinema, escritora e pintora. Estrelou os populares filmes Liu Qiao'er (1956) e Flores como Casamenteiras (1964), ambos adaptados de suas óperas.
Xin era casada com Wu Zuguang, um proeminente dramaturgo e crítico franco das políticas governamentais. Quando Wu foi denunciada como "direitista" na Campanha Antidireitista de Mao Tsé-Tung, Xin recusou-se a divorciar-se dele e como resultado disso ela também foi denunciada. Posteriormente, ela foi severamente perseguida durante a Revolução Cultural, ficando incapacitada após agressões e posteriormente paralisada devido a um derrame. Incapaz de se apresentar, ela dedicou o resto de sua vida a ensinar, escrever e pintar. Xin estudou pintura com seu padrinho Qi Baishi, um mestre da pintura chinesa, e estudou escrita com seu marido. Publicou um livro de memórias de dois milhões de palavras, que foi traduzido para o inglês e urdu .
Xin Fengxia foi pioneira em seu estilo próprio de pingju, agora chamado de estilo "Xin" (que também significa "novo"). Tornou-se um dos estilos mais importantes da ópera. Em 2014, o  Instituto Pingju da China criou a nova ópera pingju Xin Fengxia para celebrar sua vida.

## Juventude e carreira

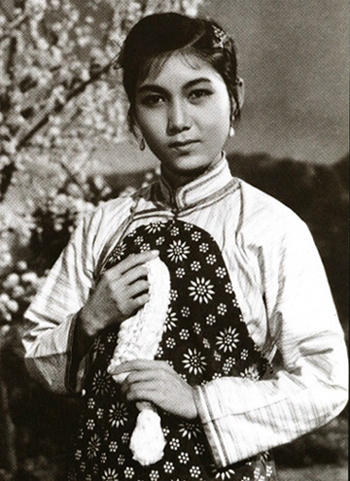
Xin Fengxia em Liu Qiao'er em 1956

Xin Fengxia nasceu em Suzhou, Jiangsu, China. Quando criança, foi vendida por traficantes humanos para Tianjin, no norte da China, e recebeu o nome de Yang Shumin (杨淑敏). Xin foi treinada como artista de ópera desde muito jovem. Naquela época, o mundo teatral da China era controlado por gângsteres. Atores, mesmo artistas renomados, tinham pouca liberdade pessoal. Ela originalmente treinou para a ópera de Pequim com sua "irmã mais velha" Yang Jinxiang, mas depois mudou para pingju. Xin viajou extensivamente e, na década de 1940, sua fama havia rivalziado com estrelas femininas conhecidas, como Liu Cuixia, Bai Yushuang e Fu Ronghua.
Após o estabelecimento da República Popular da China em 1949, Xin mudou-se para Pequim. Sua primeira apresentação, no moderno pingju Casamento do Pequeno Erhei, foi muito apreciada e atraiu a atenção do romancista Zhao Shuli e do conhecido escritor Lao She. Sua apresentação posterior, em Liu Qiao'er, foi ainda mais bem-sucedida, tornando-a um nome conhecido na China. Na ópera Flores como Casamenteiras (花为媒, Hua Wei Mei),ela transformou as melodias tradicionais do pingju em melodias alegrese enriqueceu o repertório do pingju com a criação de muitas melodias novas. Hoje é considerado um clássico do pingju estilo Xin. Liu Qiao'er foi transformado em filme em 1956, seguido por Flores como Casamenteiras em 1964. Ambos estrelaram Xin e eram extremamente populares. O primeiro-ministro Zhou Enlai e sua esposa Deng Yingchao eram fãs dela. Zhou disse uma vez: "Posso viver sem chá por três dias, mas não sem assistir Xin Fengxia".

## Casamento e perseguição

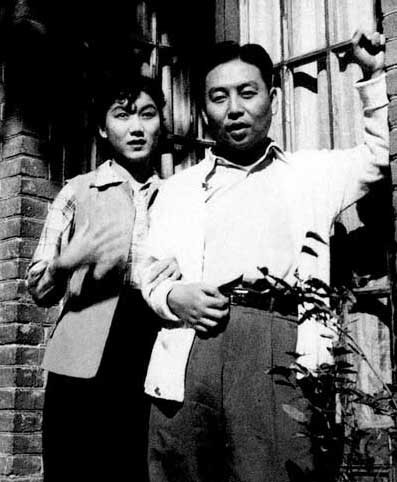
Xin Fengxia e Wu Zuguang

Em 1951, Lao She apresentou Xin Fengxia ao famoso dramaturgo Wu Zuguang. Como muitos intelectuais da época, Wu tinha grandes esperanças para a nova República Popular e regressou à China vindo de Hong Kong britânico. Xin, que atuou em uma das peças de Wu, admirava seu talento. Eles se casaram naquele ano, apesar do fato de terem diferentes origens socioeconômicas; ela não teve educação formal e era quase analfabeta, enquanto ele era de uma família proeminente de estudiosos. Wu a ajudou a estudar leitura, redação e caligrafia. Ela também estudou pintura com Qi Baishi, um dos mais célebres mestres da pintura chinesa, que fez dela sua afilhada.
Wu Zuguang, um crítico declarado das políticas culturais do governo, foi denunciado em 1957 como um "direitista" na Campanha Antidireitista de Mao Tsé-Tung, e foi enviado para a Grande Terra Selvagem do Norte em Heilongjiang para ser "reformado através do trabalho". Xin foi pressionada a se divorciar do marido, mas recusou. Citando uma lendária história de amor (Xue Pinggui e Wang Baochuan) de uma de suas óperas, ela disse "Wang Baochuan esperou 18 anos por Xue Pinggui e eu esperarei 28 anos por Wu Zuguang." Como resultado, Xin foi rotulada como direitista e passou por sessões de luta.
Wu retornou a Pequim após três anos de trabalho forçado, mas seis anos mais tarde, a China caiu na turbulência ainda maior da Revolução Cultural, que começou em 1966. Xin Fengxia e Wu Zuguang foram denunciados no início do período. Xin foi severamente espancada por um ator júnior do Instituto Pingju da China; seu joelho esquerdo foi quebrado e ela nunca se recuperou totalmente da lesão. O amigo do casal, Lao She, suicidou-se por afogamento depois de ser torturado de forma semelhante. Após o seu espancamento, Xin cumpriu sete anos de trabalho forçado. Em dezembro de 1975, ela ficou paralisada após sofrer um derrame. Wu cuidou dela pelo resto da vida.

## Pós-Revolução Cultural
Após a Revolução Cultural, Xin Fengxia foi politicamente reabilitada em 1979, mas não pôde retornar aos palcos por causa de sua deficiência. Sua atuação em Flores como Casamenteiras em 1964 foi a sua última apresentação. Ela dedicou sua energia a escrever, pintar e treinar a geração mais jovem de executantes de pingju. Em 1997, ela publicou suas memórias de dois milhões de palavras, que foram traduzidas para o inglês e urdu. Ye Shengtao, o renomado escritor e editor, a incentivou muito a escrever. Ele compôs dois poemas elogiando sua coragem e talento. Suas pinturas, decoradas com a caligrafia de seu marido, também eram populares, e uma exposição delas foi realizada no Museu Militar da Revolução Popular Chinesa em 1994. Xin foi eleita membro da Conferência Consultiva Política do Povo Chinês.
Em abril de 1998, durante uma visita a Changzhou, a cidade natal de seu marido, ela sofreu uma hemorragia cerebral. Ela foi enviada para o Hospital do Povo N.º 1 de Changzhou, onde morreu após uma semana, em 12 de abril de 1998.

## Legado

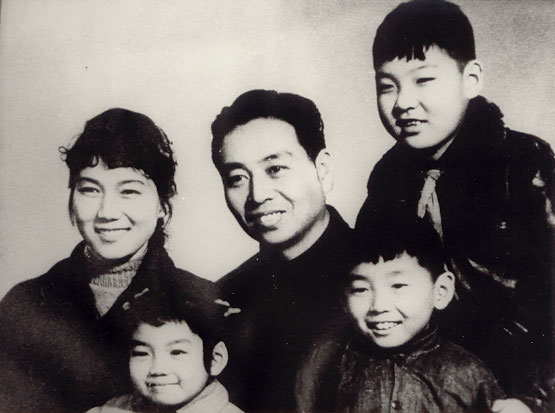
Retrato de família por volta de 1960

Xin Fengxia e Wu Zuguang tiveram três filhos. Seu filho, Wu Huan, também é um escritor, pintor e calígrafo. Após a morte de Xin em 1998 e de Wu Zuguang em 2003, ele organizou a exposição "Cem Anos da Família Wu" no Poly Art Museum de Pequim. Também foi exibida na França, Hong Kong e Taiwan.
O estilo "Xin" do pingju criado por Xin Fengxia tornou-se um dos estilos mais importantes da ópera. Em 2014, o Instituto Pingju da China criou uma nova ópera intitulada Xin Fengxia para celebrar sua vida, com foco em sua reforma da ópera e na história de amor de Xin e Wu. Foi escrito por Huang Weiruo (黄维若) e dirigido por Guo Xiaonan (郭小男).